# Херендешть
Херендешть, Херендешті (рум. Herendești) — село у повіті Тіміш в Румунії. Входить до складу комуни Віктор-Влад-Деламаріна.
Село розташоване на відстані 359 км на північний захід від Бухареста, 49 км на схід від Тімішоари.

## Населення
За даними перепису населення 2002 року у селі проживали 486 осіб.
Національний склад населення села:
| Національність | Кількість осіб | Відсоток |
| -------------- | -------------- | -------- |
| румуни         | 447            | 92,0%    |
| українці       | 33             | 6,8%     |

Рідною мовою назвали:
| Мова       | Кількість осіб | Відсоток |
| ---------- | -------------- | -------- |
| румунська  | 449            | 92,4%    |
| українська | 32             | 6,6%     |